# Bernardo Hay

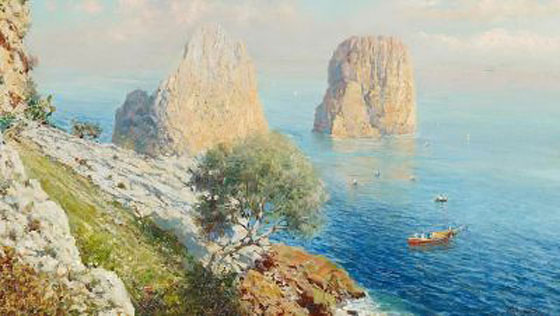
Bernardo Hay: Capri, Blick auf die Faraglioni

Bernardo Hay auch Bernard Hay (* 1864 in Florenz; † zwischen 1916 und 1935) war ein britischer Maler. Der Künstler lebte und arbeitete überwiegend in Italien.

## Leben und Werk
Bernardo Hay kam 1864 als Sohn der zu dieser Zeit in Florenz lebenden britischen Malerin Jane Benham Hay zur Welt. Seine Mutter war eine der wegweisenden Figuren in der präraffaelitischen Bewegung in England. Von ihrem Ehemann, dem Maler William Hay, lebte sie zur Geburt des Kindes bereits längere Zeit getrennt, sodass dieser als Vater nicht in Frage kommt. Die Mutter heiratete später den italienischen Maler Francesco Saverio Altamura, der zur Künstlergruppe der Macchiaioli gehörte und mit dem sie bereits seit den späten 1850er Jahren romantisch verbunden war.
Bernardo Hay studierte Malerei bei Altamura in Neapel. In den frühen 1880er Jahren lebte er kurz in Venedig, Florenz und Brügge. 1883 nahm er an den jährlichen Kunstausstellungen in Mailand (mit vier Gemälden: Blumenfeld, Sommer in Posillipo und zwei Ansichten von Venedig) und Rom (Blick auf den Großen Kanal, die Stadt Brügge und einen Blick auf die belgische Landschaft) teil. Um 1885 stellte er in Turin aus (Porträt von Carmanella, Frühlingsblume und Meereslandschaft aus Resina). In den späten 1880er Jahren kehrte er nach Neapel zurück und fertigte danach hauptsächlich Ansichten von Szenen und Menschen rund um den Golf von Neapel an. 1889 lebte er noch in Neapel und ließ sich später auf Capri nieder.
Abgesehen von den wenigen bekannten Ansichten Brügges und Belgiens gehörten Landschaftsansichten vom Golf von Neapel ebenso wie Porträtstudien der einfachen neapolitanischen Bevölkerung zu den bevorzugten Sujets des Künstlers. Zudem entstanden einige Ansichten von Venedig. Es sind ausschließlich Ölgemälde von Hay bekannt. Angaben zum Tod des Künstlers variieren mal mit 1931 auf Capri und mal mit 1934 in Neapel. Er war unter dem Spitznamen Pito (deutsch der Kleine) bekannt.